# Aigarchaeota
Aigarchaeota (лат., от греч. αυγη — заря) — тип архей, родственный кренархеотам (Crenarchaeota) и пока не получивший признания во всех системах. К нему относят 1—2 вида: Candidatus Caldiarchaeum subterraneum и Candidatus Calditenuis aerorheumensis.
Геном Candidatus Caldiarchaeum subterraneum был собран из образцов, собранных в слабокислом источнике в золотом руднике в Японии.

## Описание
Первичный анализ позволил первооткрывателям Candidatus Caldiarchaeum subterraneum предположить, что этот организм может сочетать окисление водорода или монооксида углерода с аэробным или анаэробным дыханием, при котором акцепторами электронов выступают нитраты или нитриты. Микроорганизм может быть автотрофным, фиксируя СО2 с помощью дикарбоксилат/4-гидроксибутиратный путь. Дальнейшее изучение Aigarchaeota показало, что эти организмы могут гетеротрофно усваивать белки и сахара, а в некоторых случаях способны к анаэробному дыханию с использованием сульфита или оксида азота N2O.
В 2016 году были описаны новые представители Aigarchaeota. Это аэробные хемоорганогетеротрофы, имеющие автотрофный потенциал. В качестве доноров электронов могут выступать ацетат, жирные кислоты, аминокислоты, сахара и ароматические соединения, которые могут происходить от внеклеточных полимеров, образованных другими микроорганизмами. Для каждого из перечисленных потенциальных доноров электронов у этих Aigarchaeota были описаны транскрипты генов, связанных с их использованием, так что археи этой группы могут потреблять различные органические соединения. Эти представители Aigarchaeota ауксотрофны и не могут синтезировать гем и другие кофакторы и витамины de novo. Было предложено выделить их в вид Candidatus Calditenuis aerorheumensis. Флуоресцентная гибридизация in situ показала, что археи этой группы Aigarchaeota имеют нитчатую форму, что согласуется с наличием у них транскрибирующегося гена, кодирующего гомолог актина. Нити этих Aigarchaeota тесно связаны в микробном сообществе с другими археями и нитчатыми бактериями вроде Thermocrinis. 

## Филогения
Филогеномика и сравнительный геномный анализ показали, что группы архей Thaumarchaeota, Aigarchaeota, Crenarchaeota и Korarchaeota тесно связаны друг с другом и составляют так называемый надтип TACK. Имеются разногласия насчёт того, можно ли считать Aigarchaeota отдельным типом или же эта группа является одной из ветвей Thaumarchaeota. Совпадение последовательностей гена 16S рРНК у Thaumarchaeota и Aigarchaeota составляет 77—79 %, что меньше, чем среднее значение сходства, разграничивающее типы бактерий (83,68 %), и близко к минимальному расстоянию между типами бактерий (77,43 %), однако оно близко к границе между порядками эвриархеот. Как бы то ни было, очевидно, что в клеточной биологии Thaumarchaeota и Aigarchaeota много общего, хотя экология этих групп различна.

## Экология
Aigarchaeota — филогенетически неоднородная группа; её представители обнаруживаются в разнообразных термальных экосистемах, такие как наземные и морские геотермальные системы, подповерхностные водоносные горизонты и рудниковые воды. Согласно данным последнего генетического анализа, среди Aigarchaeota выделяется девять групп ранга рода, хотя для окончательных выводов нужен дополнительный анализ последовательностей. Представители всех групп встречаются в наземных геотермальных системах, поэтому Aigarchaeota могут иметь наземное происхождение. Некоторые последовательности 16S рРНК Aigarchaeota были найдены в средах с умеренной и низкой температурой; тем не менее, большинство из них всё-таки были получены из сред с высокой температурой, а GC-состав всех известных последовательностей 16S рРНК соответствует таковому у термофилов и гипертермофилов. Рассчитанный тепловой оптимум для Aigarchaeota составляет 40,8—101,9 °С. По-видимому, Aigarchaeota появились в средах с высокой температурой и дальше колонизировали более прохладные местообитания. Aigarchaeota предпочитают значения pH, близкие к нейтральным.